# Fender Stratocaster
Fender Stratocaster відомий як просто Strat — модель електрогітари, розробленої у 1954 році Лео Фендером, Джорджем Фуллертоном, Фредді Таваресом і Біллом Карсоном. Fender Musical Instruments Corporation безперервно випускає Stratocaster з 1954 дотепер. Як і Gibson Les Paul це одна з найчастіше копійованих моделей електрогітар.
Stratocaster є універсальною гітарою, придатною для більшості стилів музики і була використана в багатьох жанрах, в тому числі кантрі, рок, поп, соул, ритм-енд-блюз, блюз, джаз, панк та хеві-метал.

## Походження
Fender Electric Instrument Manufacturing Company (нині відома як Fender Musical Instruments Corporation) в 1948 році розробила першу комерційну «іспанську» електрогітару (на противагу «гавайській», або леп-стіл) — Telecaster, просту за конструкцією. Ранні її варіанти були представлені під назвами Broadcaster або Esquire (з одним датчиком). Поки Fender Telecaster і його модифікації мали успіх, багато гітаристів того часу використовували «Bigsby» — підпружинений тремоло-пристрій, який використовувався музикантами для зсуву нот вгору і вниз.
Замість того, щоб додати «Bigsby», Лео Фендер вирішив виготовити нову, дорожчу лінійку гітар з ясеня та вільхи з його вібрато власної конструкції, яке він неправильно називав «synchronized tremolo» («синхронізоване тремоло»).
На його рішення також вплинули гітаристи Рекс Геліон (Rex Gallion) і Білл Карсон (Bill Carson), які попросили згладити гострі грані Fender Telecaster. Форма нового ясенового корпусу була заснована на формі Fender Precision Bass — моделі 1951 року.
Назва «Stratocaster» повинна було викликати асоціації з новими технологіями (такими як Boeing B-52 Stratofortress), і виражати сучасну дизайнерську філософію Fender. При проєктуванні корпусу важливі частини гітари — задня частина і місце відпочинку руки — були скошені для кращого прилягання до грудей і рук музиканта. Також є два вирізи для полегшення доступу до верхніх ладів. Новий «Custom Contour Body» і «Synchronized Tremolo»-брідж зробили дизайн Fender Stratocaster революційним. Гітара також мала складнішу електроніку, ніж Fender Telecaster: три синглових звукознімача з AlNiCo-магнітами (сплав алюмінію, нікелю і кобальту); трипозиційний перемикач (з 1977 року — п'ятипозиційний); регулятор гучності та два регулятори тембру. Схема з трьома сингловими датчиками була нововведенням, використовуваним Gibson в їхній моделі ES-5, що випускалася з 1949 року, проте датчики Fender були більш компактними.
Лінійка продуктів Stratocaster з'явилася на ринку на початку 1954 року за ціною 249,5 $. Стандартна модель мала такі особливості:
- цілісний кленовий гриф з 21 ладом;
- «Маленька» головка грифа;
- старий стиль логотипа Fender;
- нікельовані колки Kluson;
- кріплення грифа на чотирьох гвинтах;
- гайка анкера з боку останнього лада або в головці грифа;
- тремоло з двох частин з окремим кілем;
- нікельовані сталеві сідла зі штампом Fender;
- одношарова біла накладка на восьми гвинтах;
- три сингли з профільованими сердечниками;
- ясеневий (після 1956 року — вільховий) корпус;
- ергономічний дизайн;
- покриття нітроцелюлозним лаком.

Інші виробники швидко почали імітувати ці нововведення.
Ранній варіант Stratocaster був ключовим компонентом стилю Бадді Голлі, поряд з його окулярами в чорній оправі. Він був одним з перших музикантів, які популяризували Stratocaster в рок-музиці. І на його могильній плиті, і на його статуї на Алеї Слави в Техасі присутній Stratocaster.

## Звучання і зручність гри
Великою мірою популярність Fender Stratocaster пояснюється його універсальністю. Бріджевий, середній і нековий датчики («ритм», «нормальний тембр» і «соло») забезпечували широкий діапазон звучань. Стандартні датчики видавали яскравий і чистий звук, багатий гармоніками.
Конструкція механізму «Fender synchronized tremolo», реалізована в Fender Stratocaster, стала однією з найбільш копійованих, перевершуючи всі наступні, включно з більш пізньою конструкцією — «Floating bridge», також розробленою Лео Фендером.
Fender Telecaster також залишився у виробництві. І Stratocaster, і Telecaster процвітали у вигляді двох сімейств гітар, що включали багато їх варіантів.